# Changma kodha
Le changma kodha, ou changma vaj, est une langue indo-européenne parlée dans le sud-est du Bangladesh et dans les régions environnantes situées en Inde. Bien que les Chakma aient parlé historiquement une langue appartenant à la famille tibéto-birmane, ils ont été largement influencés par la langue de leurs voisins de Chittagong, langue de la branche orientale des langues indo-aryennes, proche du bengalî. De nombreux linguistes considèrent désormais que l'actuel changma kodha fait partie du groupe « assamais-bengali » des langues indo-aryennes.
Le changma kodha dispose de sa propre écriture, appelée ojhapath.

## Dialectes
6 dialectes peuvent être distingués et l'intercompréhension entre locuteurs du changma kodha du Bangladesh et de celui d'Inde est difficile.